# 5,6,7,8
"5,6,7,8とは、デビュー・スタジオ・アルバム『Step One』（1998年）に収録されているイギリスのグループステップスの曲である。バリー・アプトンとスティーブ・クロスビーが作曲し、カール・トゥイッグ、マーク・トファム、ピート・ウォーターマンがプロデュースしたこの曲は、テクノポップとカントリーポップのスタイルが融合している。1997年11月にJiveとEBULからデビューシングルとしてリリースされ、各グループメンバーがポップバンドのオーディションを求める雑誌広告に反応した後、グループの結成に続いた。
"5,6,7,8"はUKシングルチャートで14位（Stepsの最下位のチャートポジションの1つ）でピークに達したが、2017年3月の時点で365,000枚を売り上げ、3,440,000ストリームを獲得し、英国でのキャリアで3番目に売れたシングルとなった。「5,6,7,8」はオーストラリアで1位をピークに、ベルギーとニュージーランドではトップ5に達した。付属のミュージックビデオはビーチで撮影され、クワッドバイクを運転し、バーで踊るグループが登場している。 「5,6,7,8」は、2012年のThe Ultimate Tour、2017年のParty on the Dancefloor Tourと2021年のWhat the Future Holds Tourで演奏された。

## 背景とリリース
ステップは、1997年にThe Stage誌の広告で、ポップバンドのオーディションの応募者を求めた後、まとめられた。応募した数千人のうち、リー・ラッチフォード=エヴァンス、リサ・スコット=リー、フェイ・トザー、クレア・リチャーズ、イアン・"H"・ワトキンスがバンドでの地位を確保することに成功。 ラッチフォード=エヴァンズが曲の大部分を演奏し、スコット=リーがミドル8またはブリッジを歌う。ロンドンのPWLスタジオとイギリスのマンチェスターで録音され、同じ会場でリー・シャルマによってミキシングされた。アップトンはまた、トラックのアレンジとギターを演奏し、バンジョー、バイオリン、ドラム、キーボードはそれぞれショーン・リヨン、クリス・ヘイ、クリス・マクドネル、トゥイッグが演奏した。
Al UnsworthとBradlee Spreadboroughはアシスタントエンジニアを務め、イギリスのロンドンのTransfermation Studiosでマスタリングされた。 「5,6,7,8」は、バックボーカルのみを演奏するIan "H" Watkinsを除くすべてのバンドメンバーがリードボーカルを務めている。この曲は、拡張バージョン、インストゥルメンタル、W.I.P.によるリミックスなど、英国、ヨーロッパ、日本のCDシングルに収録された。英国とヨーロッパのCDシングルには、同じくアップトンとクロスビーが書いたB面「Words of Wisdom」も収録された。1997年11月にイギリスでリリースされ、その後、最初のベストアルバム「Gold: Greatest Hits」（2001年）、最初のコンピレーションアルバム「The Last Dance」（2002年）にW.I.P.リミックス、2枚目のベストアルバム「The Ultimate Collection」（2011年）に収録された。

## レセプション

### クリティカルな受信
AXSのルーカス・ヴィラは、「5,6,7,8」は「ステップスのキャンピーで気分が良くなるサウンドの始まりだった」と評した。 バーミンガム・イブニング・メールのアンディ・コールマンは、この曲を「ラインダンスの小唄」と評した。 エンターテインメント・フォーカスのゲイリー・ジェームズは、この曲は「彼らの他の作品とは一線を画す、斬新なシングル」だと指摘した。さらに彼は、「カントリー、テクノ、ポップが融合したこの曲は、Rednexが1997年に『コットン・アイド・ジョー』で帰ってきたかのような、まるで投げ縄を振り回すような曲だ」と付け加えた。 リバプール・エコーのソフィー・マッコイドは、この曲を「壮大な曲」と評した。 NMEのマーク・ボーモントは、この曲を「より伝統的なホーダウン」と評した。 NMEのピーター・ロビンソンは2001年にこの曲に否定的な批評を与えた。『Gold: Greatest Hits』のレビューで、彼は「ステップスはシングル1枚しか契約しなかったが、それには十分な理由がある。『5,6,7,8』は最高級の駄曲だったからだ」と書いている。 同様に、Digital Spyのライター、ロバート・コプシーは2011年の『The Ultimate Collection』のレビューで、振り返ってみるとこの曲はリードシングルとして「奇妙な」選択だったと書いている。 2017年3月にオフィシャル・チャート・カンパニーがステップスのベストセラー曲をレビューした際、コプシーは「5,6,7,8」がテクノポップというジャンル、ラインダンスを歌う歌詞、そしてクレア・リチャーズ単独のリードボーカルではないという点で、彼らの他のディスコグラフィーとは明らかに異なる点を指摘した。

### 商業受付
商業的には、「5,6,7,8」は1997年11月16日にUKシングルチャートで18位でデビューし、1998年1月10日の8週目に14位でピークに達した。1月から3月までさらに9週間チャートに残り、1998年4月18日に100位で1週間チャートに再入りした。合計で、「5,6,7,8」はUKシングルチャートで18週連続で過ごし、そのうち10週はトップ20に入った。彼らの最初のトップ40ヒット曲「5,6,7,8」は、彼らがリリースしたシングルの中で、トップ10に入らない唯一の曲だった。 2012年7月までに、英国でのキャリアで4番目に売れたシングルになった。しかし、2017年3月までに、その後のシングルの1つである「Better Best Forgotten」で位置を変え、365,000枚の売り上げで3番目に売れた。2021年3月現在、37,952,032回再生で最もストリーミングされたトラックである。 2020年12月11日に60万を超える売上とストリームでプラチナ認定を受けた。コプシーは、ポップバンドがトップ20のデビューに続いて、より多くの音楽をリリースする2度目の機会を与えられることは非常に珍しいと付け加えた。

## ミュージックビデオ
主にスペインのマルベーリャのビーチを舞台に、1997年9月9日に撮影され、フィル・グリフィンが監督した「5,6,7,8」のミュージックビデオは、ラッチフォード・エヴァンスとワトキンスがビーチ沿いでクワッドバイクに乗って、スコット・リー、トザー、リチャーズが隣の道路で車を運転し、女性歌手がトイレの外でコーラスを演奏するクローズアップで始まる。その後、コーラスの繰り返しが続き、メンバー全員が曲に関連するラインダンスルーチンを演奏。これは、リリース時に非常に人気があった。[ビーチのバーの外で音楽に合わせて、ビーチファンの群衆を魅了する。ラッチフォード=エヴァンズが最初の詩を演奏し、ワットキンスがビーチからバーまで少し後ろを歩く。その後、コーラスとダンスのルーティンが再び繰り返され、ワトキンスとリチャーズが2人のビーチファンをバーから引きずり出し、グループと一緒に踊り、他のビーチファンをグループのパフォーマンスに引き付ける。その後、ラッチフォード=エヴァンズは、女性が近くでテーブルサッカーをしている間、ワットキンスとスヌーカーゲームをしながら2番目の詩を演奏し。最後のコーラスでは、赤と黒の衣装を着たグループメンバーが、最後に群衆の前でダンスルーチンを行う。 しかし、設定は夜間とティキバー内に変更された。

## プロモーション
「5,6,7,8」は、2012年のグループの6回目のコンサートツアー、The Ultimate Tourに収録された。 Latchford-Evansは2017年3月に、バンドはこの曲を演奏するのは好きではないが、ファンのお気に入りであることを知っているので、ライブで演奏する新しい方法を見つけると述べた。 8回目のコンサートツアー、パーティー・オン・ザ・ダンスフロア・ツアーのセットリストにも含まる。

## フォーマットとトラックリスト
| アルバムバージョン – Step One 1. 5,6,7,8 – 3:22 CDシングル – イギリス, ヨーロッパ, オーストラリア版 1. 5,6,7,8 (Radio edit) – 3:22 2. 5,6,7,8 (Extended version) – 4:03 3. Words of Wisdom – 3:52 4. 5,6,7,8 (Instrumental) – 2:52 | CDシングル – 日本版 1. 5,6,7,8 (Radio edit) – 3:22 2. 5,6,7,8 (W.I.P. remix) – 3:15 3. 5,6,7,8 (Extended version) – 4:03 4. 5,6,7,8 (Instrumental) – 2:52 |

## クレジットとスタッフ
A面：「5,6,7,8」
クレジットは『Step One』のライナーノーツおよび「5,6,7,8」のライナーノーツより引用。
レコーディング
PWLスタジオ（ロンドン、マンチェスター、イギリス）で録音
PWLスタジオ（ロンドン、マンチェスター、イギリス）でミックス
マスタリング：Transfermation（ロンドン、イギリス）
スタッフ
作詞作曲：バリー・アプトン、スティーヴ・クロスビー
プロデュース：マーク・トップハム、カール・トゥイッグ、ピート・ウォーターマン
アレンジ：バリー・アプトン
ミキシング：リー・シャーマ
エンジニアリング：クリス・マクドネル
バンジョー：ショーン・ライオン
ヴァイオリン：クリス・ヘイ
ドラム：クリス・マクドネル
ギター：マーク・トップハム、バリー・アプトン
キーボード：カール・トゥイッグ
B面：「Words of Wisdom」
クレジットは「5, 6, 7, 8」のライナーノーツより引用。[2]
パーソネル
作詞作曲 – バリー・アプトン、スティーヴ・クロスビー
編曲 – バリー・アプトン

## チャート
| チャート (1997–1998)                     | 最高順位 |
| ---------------------------------------- | -------- |
| オーストラリア (ARIA)                    | 1        |
| ベルギー (Ultratop 50 Flanders)          | 2        |
| ヨーロッパ (Eurochart Hot 100)           | 40       |
| オランダ (Dutch Top 40)                  | 22       |
| オランダ (Single Top 100)                | 27       |
| ニュージーランド (Recorded Music NZ)     | 2        |
| スコットランド (Official Charts Company) | 9        |
| スウェーデン (Sverigetopplistan)         | 17       |
| UK シングルス (OCC)                      | 14       |
| UK インディ (OCC)                        | 1        |

| チャート (1997)  | Position |
| ---------------- | -------- |
| UK Singles (OCC) | 90       |

| チャート (1998)                 | Position |
| ------------------------------- | -------- |
| オーストラリア (ARIA)           | 15       |
| ベルギー (Ultratop 50 Flanders) | 10       |
| ニュージーランド (RIANZ)        | 30       |
| イギリス (OCC)                  | 127      |

## 認定
| 国/地域                                                                                  | 認定     | 認定/売上数 |
| ---------------------------------------------------------------------------------------- | -------- | ----------- |
| オーストラリア (ARIA)                                                                    | Platinum | 70,000^     |
| ベルギー (BEA)                                                                           | Gold     | 25,000*     |
| ニュージーランド (RMNZ)                                                                  | Gold     | 15,000      |
| イギリス (BPI)                                                                           | Platinum | 600,000     |
| * 認定のみに基づく売上数 · ^ 認定のみに基づく出荷枚数 · 認定のみに基づく売上数と再生回数 |          |             |